# Joaquín Luque Roselló
Joaquín Luque Roselló (Málaga, 27 de septiembre de 1865 - Buenos Aires, 23 de enero de 1932) fue un pintor español.

## Biografía y obra
Inició su formación artística en Escuela de Bellas Artes de Málaga donde fue discípulo de Emilio Ocón y Rivas y José Villegas Cordero. En 1893 obtuvo una beca para ampliar estudios en Roma. En 1909 viajó a Argentina, estableciéndose en la ciudad de Buenos Aires, donde fue profesor de dibujo en la Academia Nacional de Buenos Aires, permaneció en este país hasta su muerte acaecida en 1932.
En la Exposición Nacional de Bellas Artes (España) de 1887 obtuvo una tercera medalla por su obra Cesar Borgia renunciando a la púrpura catedralicia ante el Papa Borgia,  en 1893 obtuvo la medalla de oro en la Exposición Internacional de Viena y en 1901 consiguió el primer premio en la exposición de Berlín con un lienzo titulado Salve Regina. También expuso en varias ocasiones en las muestras artísticas del Salón Witcomb de Buenos Aires organizadas por el marchante catalán José Artal y el pintor José Pinelo.  Sus obras Odalisca, Salve Regina y Gente de manzanilla pueden contemplarse en el Museo Nacional de Bellas Artes (Argentina).

## Referencias

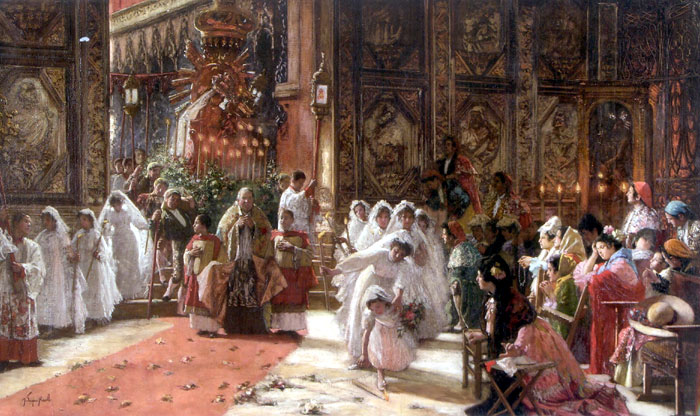
Primera comunión, 1895